# Меморијални музеј Јована Цвијића
Меморијални музеј Јована Цвијића се налази у породичној кући Јована Цвијића, српског научника и географа.
Налази се на Копитаревој градини у улици Јелене Ћетковић број 5, у Београду. Кућа је сазидана 1905. године и од 1963. је под заштитом државе (проглашена је за споменик културе). Јединствена по својој унутрашњој декорацији за коју је заслужан Драгутин Инкиостри Медењак, који се сматра једним од зачетника националне декоративне уметности. Цвијић је делио ентузијазам ондашње интелигенције за потребом стварања националног стила који би се заснивао на балканским фолклорним елементима. Кућа се састоји од улазног хола, салона, собе његове супруге Љубице и радне собе, док се у дворишту налази уређен врт
Данас се у кући налази легат Јована Цвијића који има 1.476 предмета међу којима се налазе рукописи, преписке, бележнице, фотографије, географске карте, атласи, књиге, уметничке слике, лични предмети и др. У музеју се повремено организују пригодна предавања. Драгутин Инкиостри је осликао зидове и таванице у техници „al seco“, док су орнаменти инспирисани мотивима флоре и фауне и традиције Далмације, Македоније и Србије. Исти мотиви налазе се и на сваком појединачном комаду намештаја у кући